# Turbo Tennis
Turbo Tennis es una modalidad abreviada de tenis en la que 6 jugadores compiten en 5 partidos individuales de 30 minutos de duración, sobre pista sintética.

## Reglas
Se adaptan las reglas básicas del tenis, para intentar dotar de mayor dinamismo a los partidos. Los partidos se disputan con un único cambio de pista, a los quince minutos de juego. El juego actual al alcanzar los 30 minutos de partido, será el último juego disputado. El jugador que vaya ganando al final de ese juego, será declarado ganador.

## Ediciones disputadas

### Betfair Turbo Tennis en Londres
El torneo se disputó el 15 de septiembre de 2007 en el O2 Arena de Londres.
El torneo fue ganado por Andy Murray.

### Betfair Turbo Tennis en Zaragoza

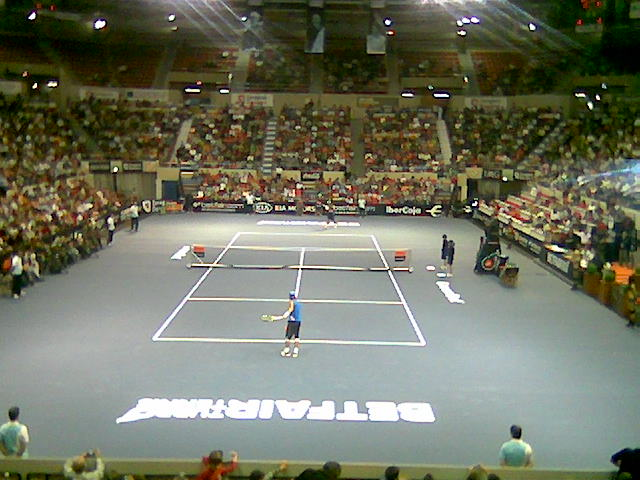
Carlos Moya playing at Betfair Turbotennis at Pabellón Principe Felipe, Zaragoza (Spain)

El torneo se disputó el 27 de octubre de 2007 en el Pabellón Príncipe Felipe de Zaragoza. Tomaron parte Rafael Nadal, David Ferrer, Carlos Moyá, Sergi Bruguera, Pat Cash y Joachim Johansson.
El torneo fue ganado por David Ferrer, que derrotó en la final a Rafael Nadal por 7/5.